# Санта Маргерита (Парма)
Санта Маргерита је насеље у Италији у округу Парма, региону Емилија-Ромања.
Према процени из 2011. у насељу је живело 295 становника. Насеље се налази на надморској висини од 91 м.